# Bartholomew de Badlesmere
Bartholomew de Badlesmere (18 agosto 1275 – 14 aprile 1322) nobile, militare e politico britannico combatté per Edoardo I d'Inghilterra sia in Francia che in Scozia e nella prima parte del regno di Edoardo II d'Inghilterra. Fu giustiziato a seguito di una ribellione fallita capeggiata da Tommaso Plantageneto.

## Biografia

### Gli onori alla corte di Edoardo II
Bartholomew de Badlesmere nacque il 18 agosto 1275 da Gunselin de Badlesmere (morto 1301 circa) e Joan FitzBernard. I primi dati della vita di Bartholomew sono collegati alle sue imprese militari al servizio del re e queste includono spedizioni in Guascogna (1294), Fiandre (1297 circa) e Scozia dove andò per diverse volte. Sebbene fosse ancora giovane non si distinse solo in ambito militare, nell'ottobre del 1300 Bartholomew era alla corte di Henry de Lacy, III conte di Lincoln e il re gli permise di accompagnarlo nel viaggi che questi fece presso Papa Bonifacio VIII dove avrebbe dovuto reclamare per le offese subite per mano degli scozzesi.
Un documento redatto il 13 aprile 1301, presumibilmente poco dopo la morte di Gunselin, si occupa proprio di iniziare un'inchiesta che stabilisse chi fosse l'erede delle terre che questi aveva avuto dal re. Ne seguì un'udienza, il 30 aprile, in cui venne stabilito che le proprietà situate nel Kent dovessero passare a suo figlio Bartholomew allora di circa 26 anni. Bartholomew e un altro nobile furono dunque coloro che sedettero per il Kent alla seduta del Parlamento che iniziò nel mese di gennaio 1307 e che finì nel marzo seguente, in quello stesso anno venne nominato comandante del Castello di Bristol e in quel ruolo, nel 1316, soffocò una rivolta che era scoppiata contro il sovrano. 
Nel 1310 Bartholomew agì da vice Conestabile d'Inghilterra per conto di Humphrey de Bohun, IV conte di Hereford, nella campagna condotta contro la Scozia fra quell'anno e il 1311 egli agì quale tenente di Hereford che si era rifiutato, dal canto suo, di prendervi parte. Alla Battaglia di Bannockburn del 1314 egli vi andò al seguito di Gilberto di Clare, VIII conte di Gloucester portando con sé una cinquantina di uomini propri, in quell'occasione venne criticato per non essere accorso in aiuto del conte che perì sotto i colpi dello Schiltron scozzese.
Il 28 aprile 1316 fu fra i nobili cui venne concesso di rilasciare il lasciapassare a Robert Bruce e ad altri nobili scozzesi venuti in Inghilterra per negoziare una tregua e in quel dicembre lui insieme a John Notham vescovo di Ely (morto 1337) e John Salmon vescovo di Norwich (morto 1325) vennero mandati ad Avignone da Papa Giovanni XXII per chiedere aiuto contro gli scozzesi oltre a una bolla che liberasse il re dal giuramento prestato per le Ordinanze del 1311. Nello stesso anno, in giugno, una delle sue figlie Elizabeth de Badlesmere era andata in moglie a Edmondo Mortimer, figlio primogenito di Ruggero Mortimer, I conte di March.
Il 1º novembre 1317 Bartholomew venne nominato guardiano del Castello di Leeds, in quel periodo avvenne una trattativa fra lui e il re secondo la quale questi cedeva a Bartholomew e ai suoi eredi il castello, le proprietà e l'advowson (pratica legale inglese che consente di presentare al vescovo un candidato per un beneficio ecclesiastico vacante) del priorato di Leeds, mentre Bartholomew rendeva al sovrano, negli stessi termini, un castello dello Shropshire. Dal tardo novembre 1317 Bartholomew si alleò con Aymer de Valence, II conte di Pembroke, il conte di Hereford e Walter Reynolds, Arcivescovo di Canterbury con lo scopo di ridurre l'influenza che alcuni consiglieri a loro sgraditi esercitavano sul re. Questi formarono una sorta di gruppo, chiamato dagli storici moderni il Middle Party, che aveva in malanimo sia i favoriti come Ugo Despenser il Giovane e suo padre, che i loro nemici giurati quali Tommaso Plantageneto. In ogni caso, anche se Bartholomew e Tommaso non erano amici egli aiutò quest'ultimo a riappacificarsi con il re nel 1318.
Il 1º ottobre di quell'anno il re nominò Bartholomew steward della propria corte al posto di William Montagu, II, barone Montagu, la posizione era di primaria importanza giacché consentiva continuo accesso alla persona del re e consentiva di esercitare grande influenza su chi voleva avvicinarsi a lui. Nel giugno 1320 Bartholomew ospitò il re e il suo seguito al Castello di Chilham mentre erano in viaggio per Dover, in quell'anno gli fu dato il controllo sul Castello di Dover, l'anno dopo ebbe anche l'incarico di governatore del castello di Tunbridge.

### La ribellione
Nel 1321 Bartholomew mise da parte ogni inimicizia e si avvicinò a Tommaso Plantageneto giacché erano uniti dal malanimo comune contro i Despenser le forze del Plantageneto quindi si mossero per raggiungere la capitale nel mese di luglio. Dall'autunno il re esercitò una certa pressione su Bartholomew probabilmente perché i suoi palazzi erano ben più vicini a Londra di quelli di Tommaso e di altri magnati loro alleati e perché, forse, era ben offeso a causa della sua slealtà. Edoardo II prese il controllo del castello di Dover e proibì a Bartholomew di entrare nel Kent un divieto che egli ruppe prontamente, da lì andò quindi a Witney dove si teneva un torneo ospitato da uno dei suoi nuovi alleati.
Nel mentre la regina Isabella di Francia era di ritorno alla capitale dopo un pellegrinaggio a Canterbury, sostando al castello di Leeds chiese di entrare, ma Margaret, la moglie di Bartholomew, si rifiutò sostenendo di non poter concedere l'accesso senza il permesso del marito. Ne nacque un assedio che costrinse Bartholomew ad accorrere in aiuto della moglie e quando arrivò a Kingston upon Thames fu chiaro che non sarebbero arrivati aiuti dai suoi alleati ed egli, da solo, non era in grado di prevalere. Pochi mesi dopo la situazione precipitò in tutto il paese e scoppiò la guerra civile.
Il 26 dicembre 1321 Edoardo ordinò l'arresto di Bartholomew offrendo, poco dopo, un salvacondotto per tutti coloro che sarebbero voluti tornare dalla sua parte con l'esplicita esclusione di Bartholomew. A quel punto lui e Tommaso si ricompattarono e nel mese di gennaio 1322 misero a ferro e fuoco la città di Bridgnorth saccheggiando i castelli di Elmley ed Hanley, in febbraio raggiunsero il Northamptonshire e il mese dopo arrivarono a Pontefract, l'11 marzo lo sceriffo di Nottingham e Derby ebbe ordine di arrestarli, ma questi fuggirono da Burton upon Trent prima dell'arrivo dell'esercito. Infine i ribelli, pochi giorni dopo, vennero sconfitti alla Battaglia di Boroughbridge.
Bartholomew fuggì a sud e una fonte vuole che sia stato catturato da Domhnall II, conte di Mar (1302 circa-11 agosto 1332) a Canterbury. John Lyland invece scrisse che Bartholomew era stato preso presso Stow Park dove risiedeva suo nipote, vescovo di Lincoln.
Il 14 aprile fu condotto a Canterbury dove venne condannato a morte, sentenza che venne eseguita quel giorno stesso.

## Matrimonio e figli
Il 30 giugno 1308 Bartholomew sposò Margaret de Clare ed ebbero:
- Margery de Badlesmere
- Maud de Badlesmere, che in seconde nozze sposò John de Vere, VII conte di Oxford
- Elizabeth de Badlesmere
- Giles de Badlesmere, II barone Badlesmere (18 ottobre 1314-7 giugno 1338)
- Margaret de Badlesmere